# HiQ International
HiQ International AB är ett IT- och managementkonsultbolag specialiserat på kommunikation, mjukvaruutveckling och affärskritisk IT. Företaget har kontor i Sverige, Finland, Polen och Tyskland och har drygt 1900 anställda (juni 2022). Bolaget HiQ bildades år 1995 men redan år 1992 lades grunden för företaget genom att Statyetten Konsult AB samt dess dotterbolag Approve AB bildades. 1998 ändrades moderbolagets namn till HiQ International AB och bolaget noterades år 1999 på Stockholmsbörsen. År 2018 omsatte bolaget 1,853 miljarder kronor. VD och koncernchef är Peter Arrhenius.
HiQs kompetensområden finns bland annat inom områdena telekom, mobilitet, simuleringsteknik, affärskritiska system, spel, medier, kommunikation och underhållning samt IT i fordon.
HiQ avnoterades från Stockholmsbörsen i november år 2020, efter riskkapitalbolaget Tritons uppköp av HiQ. Under år 2021 förvärvade HiQ flera bolag i Sverige, Tyskland och Finland, samt öppnade nya kontor i Jönköping och Helsingborg.
Inom HiQ-koncernen finns även Frends integrationsplattform (iPaaS) samt bolag som Great Apes, Scandio, Relight, Lamia, Advicon och Thellio. 